# أوقستو غوتيريز
أوقستو غوتيريز (بالإسبانية: Augusto Gutiérrez)‏ هو مبارز بالسيف فنزويلي، ولد في 3 أكتوبر 1930 في ولاية تاتشيرا في فنزويلا.

## وصلات خارجية
- أوقستو غوتيريز على موقع أوليمبيديا (الإنجليزية)